# Winters (Texas)
Winters é uma cidade localizada no estado norte-americano do Texas, no Condado de Runnels.

## Demografia
Segundo o censo norte-americano de 2000, a sua população era de 2880 habitantes.
Em 2006, foi estimada uma população de 2662, um decréscimo de 218 (-7.6%).

## Geografia
De acordo com o United States Census Bureau tem uma área de
7,2 km², dos quais 5,8 km² cobertos por terra e 1,4 km² cobertos por água. Winters localiza-se a aproximadamente 561 m acima do nível do mar.

## Localidades na vizinhança
O diagrama seguinte representa as localidades num raio de 36 km ao redor de Winters.